# Sutimlimab
Le sutimlimab est un médicament utilisé pour traiter la maladie des agglutinines froides. Il est vendu sous le nom de marque Enjaymo.

## Usage médical
Il s'agit d'un anticorps monoclonal qui se fixe et bloque le C1.
Le sutimlimab est spécifiquement utilisé pour prévenir la dégradation des globules rouges lors de la maladie des agglutinines froides. Le médicament est administré par perfusion intraveineuse. Les patients doivent être vaccinés contre les bactéries encapsulées avant de commencer.

## Effets secondaires
Les effets secondaires de ce médicament comprennent des infections des voies respiratoires, une diarrhée, des douleurs articulaires ou des œdèmes. D’autres effets secondaires peuvent inclure des infections, des réactions à la perfusion oudes maladies auto-immunes.  

## Histoire
Le médicament a été approuvé pour un usage médical aux États-Unis et en Europe en 2022. Aux États-Unis, cela coûte environ 280 000 dollars par an pour une personne pesant entre 40 et 75 kg. Il n'est pas commercialisé au Royaume-Uni.